# Thomas Chabot
Thomas Chabot (* 30. Januar 1997 in Sainte-Marie, Québec) ist ein kanadischer Eishockeyspieler, der seit September 2016 bei den Ottawa Senators aus der National Hockey League unter Vertrag steht und für diese auf der Position des Verteidigers spielt.

## Karriere
Chabot spielte zunächst bei diversen Jugendteams in der Provinz Québec, ehe er im Sommer 2013 über den Entry Draft der Ligue de hockey junior majeur du Québec zu den Saint John Sea Dogs gelangte. Dort spielte der Verteidiger drei Jahre lang und wurde während dieser Zeit im NHL Entry Draft 2015 an 18. Gesamtposition von den Ottawa Senators aus der National Hockey League ausgewählt.
Am 30. September 2016 unterzeichnete der Abwehrspieler schließlich einen auf drei Jahre befristeten NHL-Einstiegsvertrag mit den Senators. Durch gute Leistungen im saisonvorbereitenden Trainingslager erarbeitete er sich einen Platz im Kader Ottawas zu Beginn der Spielzeit 2016/17 und feierte am 18. Oktober 2016 schließlich sein Pflichtspieldebüt. Nach diesem einen NHL-Einsatz schickten ihn die Senators jedoch Anfang November zurück zu den Sea Dogs in die LHJMQ, um dem Verteidiger weiter Spielpraxis zu gewähren. Dort gewann er am Ende der Saison die Meisterschaft der LHJMQ und somit die Coupe du Président, wobei er in den Playoffs die Liga in der Plus/Minus-Statistik (+29) sowie alle Verteidiger in Punkten (23) anführte und in der Folge mit der Trophée Guy Lafleur als wertvollster Spieler der post-season ausgezeichnet wurde. Darüber hinaus wurde er mit der Trophée Émile Bouchard als bester Verteidiger, mit der Trophée Paul Dumont als Persönlichkeit des Jahres sowie mit der Aufnahme ins LHJMQ First All-Star Team geehrt. Wenig später wurde er auch von der Canadian Hockey League, dem Dachverband der drei großen kanadischen Juniorenligen, als CHL Defenceman of the Year ausgezeichnet.
Mit Beginn der Saison 2017/18 kam Chabot hauptsächlich für die Senators in der NHL zum Einsatz, parallel zu wenigen Einsätzen für deren Farmteam in der American Hockey League (AHL), die Belleville Senators. Mit Beginn der Spielzeit 2018/19 etablierte er sich schließlich endgültig in der NHL und wurde mit 55 Scorerpunkten zum mit Abstand offensivstärksten Abwehrspieler der Mannschaft. Demzufolge erhielt er im September 2019 einen neuen Achtjahresvertrag in Ottawa, der ihm mit Beginn der Saison 2020/21 ein durchschnittliches Jahresgehalt von acht Millionen US-Dollar einbringen soll.

### International
Chabot vertrat sein Heimatland bei der U18-Junioren-Weltmeisterschaft 2015 sowie den U20-Junioren-Weltmeisterschaften 2016 und 2017. Dabei gewann er bei der U18-Junioren-Weltmeisterschaft die Bronzemedaille und bei der U20-Junioren-Weltmeisterschaft 2017 Silber. Darüber hinaus wurde er zum wertvollsten Spieler und besten Verteidiger des Turniers ernannt sowie ins All-Star-Team berufen.
Sein Debüt für die A-Nationalmannschaft gab Chabot im Rahmen der Weltmeisterschaft 2018 und belegte dort mit dem Team den vierten Platz. Ein Jahr später gewann er mit dem Team die Silbermedaille, ebenso wie im Jahre 2022.

## Erfolge und Auszeichnungen
| - 2015 Teilnahme am CHL Top Prospects Game - 2016 LHJMQ Second All-Star Team - 2017 Coupe-du-Président-Gewinn mit den Saint John Sea Dogs - 2017 Trophée Guy Lafleur - 2017 Trophée Émile Bouchard | - 2017 Trophée Paul Dumont - 2017 LHJMQ First All-Star Team - 2017 CHL Defenceman of the Year - 2019 Teilnahme am NHL All-Star Game |

### International
| - 2015 Bronzemedaille bei der U18-Junioren-Weltmeisterschaft - 2017 Silbermedaille bei der U20-Junioren-Weltmeisterschaft - 2017 Wertvollster Spieler der U20-Junioren-Weltmeisterschaft - 2017 Bester Verteidiger der U20-Junioren-Weltmeisterschaft | - 2017 All-Star-Team der U20-Junioren-Weltmeisterschaft - 2019 Silbermedaille bei der Weltmeisterschaft - 2022 Silbermedaille bei der Weltmeisterschaft |

## Karrierestatistik
Stand: Ende der Saison 2024/25

### International
Vertrat Kanada bei:
| - U18-Junioren-Weltmeisterschaft 2015 - U20-Junioren-Weltmeisterschaft 2016 - U20-Junioren-Weltmeisterschaft 2017 | - Weltmeisterschaft 2018 - Weltmeisterschaft 2019 - Weltmeisterschaft 2022 |

(Legende zur Spielerstatistik: Sp oder GP = absolvierte Spiele; T oder G = erzielte Tore; V oder A = erzielte Assists; Pkt oder Pts = erzielte Scorerpunkte; SM oder PIM = erhaltene Strafminuten; +/− = Plus/Minus-Bilanz; PP = erzielte Überzahltore; SH = erzielte Unterzahltore; GW = erzielte Siegtore; 1 Play-downs/Relegation; Kursiv: Statistik nicht vollständig)